# Kobilščak
Kobilščak – wieś w Słowenii, w gminie Radenci. W 2018 roku liczyła 45 mieszkańców.